# Док (программа)
Док (англ. dock) — это панель запуска приложений (панели инструментов), которая содержит значки для часто используемых программ, часть компьютерного графического интерфейса пользователя, позволяющая запускать программы на выполнение и переключаться между работающими программами.

## О программе
Отличается от обычной панели инструментов среды рабочего стола тем, что расположен не по всей длине экрана.
Впервые появился в 1988 году в GUI операционной системы RISC OS в виде Iconbar, поздние более известные варианты — док NeXTSTEP (1989) и OPENSTEP. Видоизменённая версия используется в операционной системе Apple Macintosh Mac OS X. Она напоминает системный док раннее разработанного КПК Newton (1993).
К настоящему времени парадигма Дока проникла в GUI большинство операционных систем. Во многих случаях док и «обычная» панель инструментов — одно и то же.

## История
Dock В NeXTSTEP и OPENSTEP выполняет функцию лаунчера (программы, запускающей приложения) и содержит иконки наиболее часто использующихся программ. Две из них видимы всегда — это Workplace Manager и Recycler. Состояние каждой программы отображается небольшим овалом под иконкой — у ещё не запущенных программ он есть, а у запущенных нет (обратная сигнализация использована в Mac OS: работающие программы подчеркнуты маленьким треугольником).

### AppleиMac OS X
В операционной системе Apple Macintosh его функции шире — он может содержать указатель на любой из файлов (не только программу) и способен динамически уменьшать значки, когда их становится слишком много. Кроме того, он содержит интересный графический эффект: иконки при наведении курсора мыши как бы вырастают в размерах и становятся хорошо видны.
Dock может располагаться на нижней (по умолчанию), левой или правой стороне экрана. Правая его часть (начиная от тонкого разделителя) содержит маленькие превью открытых файлов пользователя (размером с иконку). Все прикладные программы появляются в доке на время работы, даже если пользователь не помещал их туда ранее.
Такое поведение дока отличается от систем NeXT, в которых размеры дока зависят от разрешения, но зато есть специальная системная утилита Shelf, часть функций которой в Mac OS пришлось интегрировать непосредственно в док.
Каждая иконка приложения здесь содержит командное меню, с помощью которого можно завершить её работу, восстановить на полный экран и т. д., а в некоторых программах (iTunes) и более сложные действия.
Dock появился в Mac OS начиная с версии X, более ранние версии (до 9.х) его не содержат. Переход от простого меню, переключающего программы, к непривычному доку не понравилась многим пользователям Mac OS. Он был раскритикован за сложность концепции, и за то, что занимал часть пространства внизу экрана. Тем не менее, со временем к нему привыкли, и пользователи оценили мощь и наглядность нового механизма.
Для предыдущих версий Mac OS была создана реализующая эту функциональность программа A-dock.

## В других операционных системах
- Dock используется в графической среде CDE (Common Desktop Environment) во многих системах UNIX.

- Как концепция Dock была реализован и в Microsoft Windows — в виде таких программ, как ObjectDock, ObjectDock2, RocketDock, Nexus Dock, XWindows Dock и YzDock.
- Существует также модифицированный вариант Dock, в котором элементы располагаются не в ряд, а по окружности — CircleDock.
- Для Linux и BSD существует ещё больше вариантов: Gnome Dock (теперь Cairo), Kiba-Dock, Avant Window Navigator, Docky, KXDocker, спектр других экранных дополнений, включающих такую функциональность, а также AfterStep Wharf и Blackbox Slit.
- В экранном менеджере Amiga Workbench тоже присутствует док, начиная с версии AmigaOS 3.0.